# Supérior-Maveg
Supérior-Maveg est un groupe industriel bisontin, spécialisé en maroquinerie et ustensiles de voyages. Au début des années 1960, il est n°1 français dans son secteur d'activité.
Né de la fusion des sociétés Supérior et Maveg, il est racheté par l'entreprise Marechal Industrie en 1998, lui-même racheté par Delsey en 2001. 

## Histoire

### 1938 - 1960: origine
La société anonyme Maveg - pour : Manufacture d'articles de voyage et de gainerie - voit le jour en 1938, au 3 rue Violet, à Besançon, dans le quartier Saint-Claude. Fermée pendant la Seconde Guerre mondiale, elle ré-ouvre en juillet 1948. Dirigée par Joseph Stemmelin, elle est alors enregistrée comme fabricant de sacs tyroliens. En 1954, elle déménage rue de Vesoul.

Supérior, de son côté, est fondée en 1948, par les frères Tournier, : Jacques, Jean et Bernard. Au 13 rue Fabre, dans le quartier de Bregille. L'année suivante, elle emploie une douzaine de salariés, puis, une centaine en 1951. Ets Supérior est spécialisée, dans la confection de trousses . Au milieu des années 1950, elle élargie son site de production, en construisant sur l'emplacement de l'usine voisine, Sifhor, fermée en 1951.

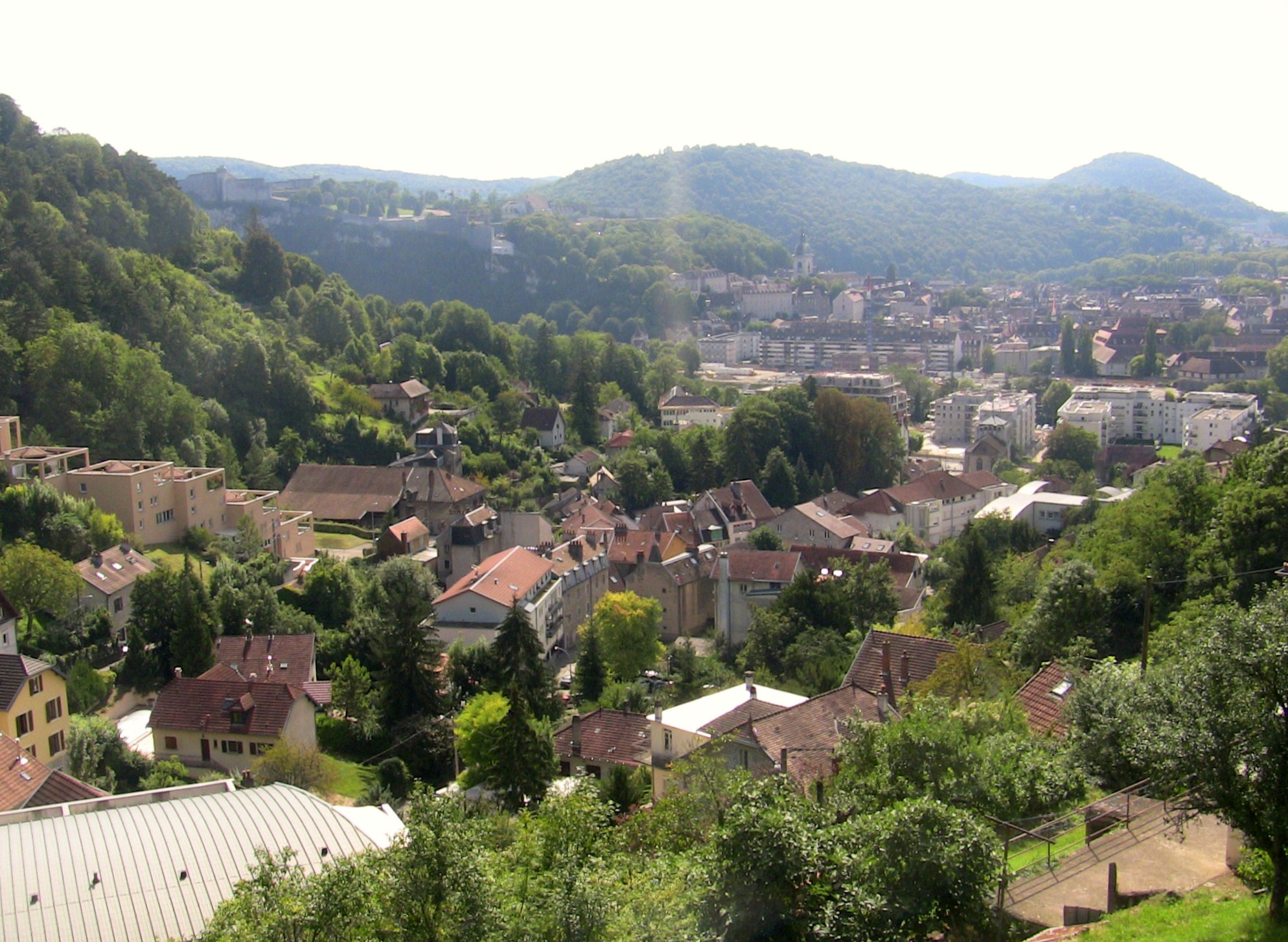
Bregille village en 2010

### 1960 - 1975: développement et fusion
En 1960, Supérior embauche 300 personnes. L'année suivante, elle est numéro 1 sur le marché français de la trousse. Jacques Gavoille mentionne qu'en 1962, elle fait partie, aux côtés de la Compagnie des compteurs, de Weil et d'Unimel, des quatre entreprises bisontines embauchant entre 500 et 1000 salariés,. 
La date de rachat de la société Maveg, diffère selon les sources. Jacques Gavoille cite la date de 1961. La notice patrimoniale rédigée par Raphaël Favereaux mentionne celle de 1975. Cette dernière semble plus probable, car c'est sous le seul nom de Supérior que l'entreprise est mentionnée dans les statiques industrielles de 1968,.  
Malgré le rachat, les deux sociétés ne fusionnent pas totalement.  
En 1968, elle embauche 600 personne, puis, enfin, en 1975, elle atteints le nombre de 700 employés. Durant les années 1970, Sa main-d’œuvre est principalement féminine

### Fin des années 70 - années 80: ouvertures de nouveaux sites, délocalisations et licenciements
Toutefois, à la fin de la décennie 1970, Supérior-Maveg licencie beaucoup de personnel.
Au début des années 1980, elle est numéros 1 en Europe dans le domaine des valises, sacs, trousses et bagages divers. Elle embauche dorénavant 500 personnes à Besançon, réparties sur trois usines, puis, 200 autres répartis entre Dijon et Montargis. Son patron, Bernard Tournier est alors surnommé le « patron des tôlards » en raison de nombreux ex-détenus parmi ses employés.
En 1981, l'usine investit 20 millions de francs dans une valise à coque rigide. Produite à 1000 exemplaires par jour, elle représentera 50 % de son chiffre d'affaires. 
En avril 1983, redescendu à 400 employés, elle licencie les trois principaux cadres. La CGT Supérior dénonce alors la politique de délocalisation de l'entreprise. François Chauvin, directeur général, explique les délocalisations par un trop haut coût de la main d’œuvre française. De son côté, Bernard Tournier justifie le renvoi des trois cadres en expliquant que ces derniers lui avaient dissimulé la perte d'expertise de l'année 1982.

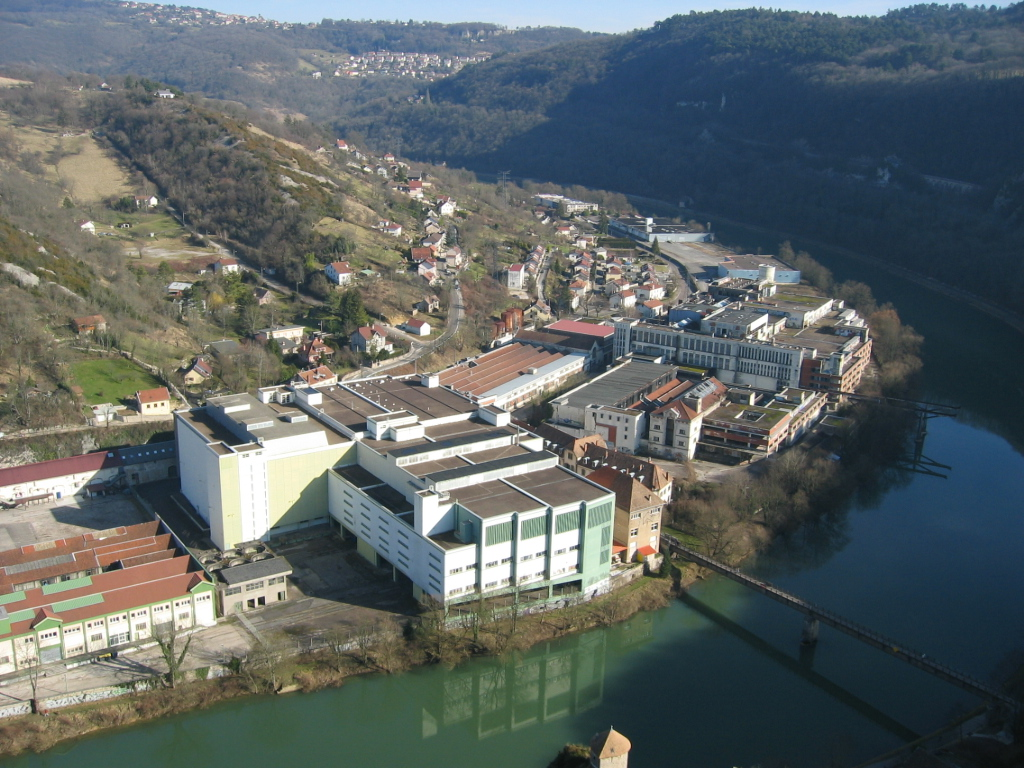
À la suite de la fermeture de Rhodiacéta, en 1981, le groupe Rhône-Poulenc revend le site à différentes sociétés, dont Supérior.

Au milieu des années 1980, elle quitte la rue Fabre et récupère d'anciens locaux de Rhône-Poulenc,,.

### 1998 - années 2000: rachats successifs
En 1998, alors qu'elle n'embauche plus que 56 salariés, Supérior-Maveg est rachetée par la société Marechal Industries, qui est mise en redressement judiciaire, en janvier 2001. Le 19 avril, elle est alors rachetée par la société belge Delsey.
Elle est radiée du Registre du commerce et des sociétés le 6 septembre 2012.